# زاحفة السهوب
زاحفة السهوب (الاسم العلمي:†Steppesaurus) هو جنس منقرض من الحيوانات شبيهة الزواحف يتبع فصيلة السفنكدونات من البليكوصوريات الحقيقية.
النوع النمطي هو زاحفة السهوب الغورلية وتمت تسميته في عام 1953.